# Valvata mergella
Valvata mergella är en snäckart som beskrevs av Westerlund 1883. Valvata mergella ingår i släktet Valvata och familjen kamgälsnäckor. Inga underarter finns listade i Catalogue of Life.